# Sphodros fitchi
Sphodros fitchi GERTSCH & PLATNICK, 1980  è un ragno appartenente al genere Sphodros della Famiglia Atypidae.
Il nome deriva dal greco σφοδρός, sphodròs, cioè forte, eccedente, poderoso, ad indicare l'abnorme grandezza dei cheliceri in proporzione alla lunghezza del corpo.
Il nome proprio deriva dall'erpetologo e zoologo statunitense Henry Sheldon Fitch (1909-2009), curatore delle collezioni di esemplari della University of Kansas Natural History Reservation.

## Caratteristiche
Questa specie ha molte caratteristiche in comune con S. rufipes, con la quale esteriormente può venire confusa: i maschi adulti di entrambi i sessi hanno la colorazione del corpo nera e rossa, ma nello S. fitchi il rosso carminio è limitato alla superficie dorsale delle estremità distali del femore oltre a tutti gli altri segmenti distali delle zampe. Nella S. fitchi inoltre lo sterno delle femmine è, in proporzione, più ampio e la seconda coppia di sigilla è di dimensioni più ridotte rispetto alla terza coppia (nella S. rufipes sono invece di grandezza pressoché uguale). Lo sterno del maschio di S. fitchi è inoltre più ampio di S. rufipes e la parte apicale del pedipalpo maschile è un ricettacolo a forma di cucchiaio di dimensioni di gran lunga inferiori a quelle di S. rufipes.

### Maschi
I maschi di questa specie hanno una lunghezza del corpo, compresi i cheliceri, di 12,7 millimetri; il cefalotorace, di forma ovale, 4,2 x 3,7 millimetri, è di colore mogano scuro con poca lucentezza, tendente al nero; è strutturato in modo molto simile a quello di S. atlanticus. Lo sterno è di dimensioni 2,7 x 2,9 millimetri, il labium, invece, è 0,6 x 1,1. I cheliceri sono lunghi il doppio che larghi e hanno undici denti sottili sul margine anteriore. L'opistosoma è di forma ovale, 4,7 x 3,05 millimetri, è ricoperto di corti peli neri. Le filiere sono sei: le due anteriori laterali sono lunghe 0,55 millimetri, le due mediane posteriori 0,85 e le due posteriori laterali, trisegmentate, sono lunghe in totale 2,25 millimetri, all'incirca le stesse misure di quelle di S. rufipes.

### Femmine
Le femmine, invece, hanno una lunghezza del corpo, compresi i cheliceri, di 24,5 millimetri; il cefalotorace, di forma ovale, 8,0 x 7,2 millimetri, è di colore bruno rossiccio scuro tendente al nero verso i margini; la pars cephalica è ampia ed elevata, la pars thoracica è piatta, ampiamente priva di margine sul retro. Lo sterno è di dimensioni 2,7 x 2,9 millimetri, coperto di una fine peluria nera e il labium, invece, è 0,6 x 1,1. I cheliceri sono lunghi il doppio che larghi, gonfi alla base sul lato interno e hanno undici denti sottili sul margine anteriore. L'opistosoma è di forma ovale, 5,2 x 3,4 millimetri, è ricoperto di corti peli neri. Le filiere sono sei: le due anteriori laterali sono lunghe 1 millimetri, le due mediane posteriori 1,70 e le due posteriori laterali, trisegmentate, sono lunghe in totale 3,9 millimetri. L'epigino ha i tubicini appaiati su ogni lato, con tre spirali alla base.

## Comportamento
Come tutti i ragni del genere Sphodros, anche questa specie vive in un tubo setoso parallelo al terreno, per una ventina di centimetri circa seppellito e per altri 8 centimetri fuoriuscente. Il ragno resta in agguato sul fondo del tubo: quando una preda passa sulla parte esterna, le vibrazioni della tela setosa allertano il ragno che scatta e la trafigge, per poi rompere la sua stessa tela, portarsi la preda nella parte interna e cibarsene..

## Habitat
Predilige boschi umidi e foreste temperate.

## Distribuzione
L'areale di questa specie è limitato ad alcuni stati centrali degli Stati Uniti:
- Arkansas: Contea di Bradley e Contea di Washington
- Kansas: Contea di Douglas
- Nebraska: Contea di Lancaster
- Oklahoma: Contea di Cleveland e Contea di Payne[1].